# トニー・ファデル

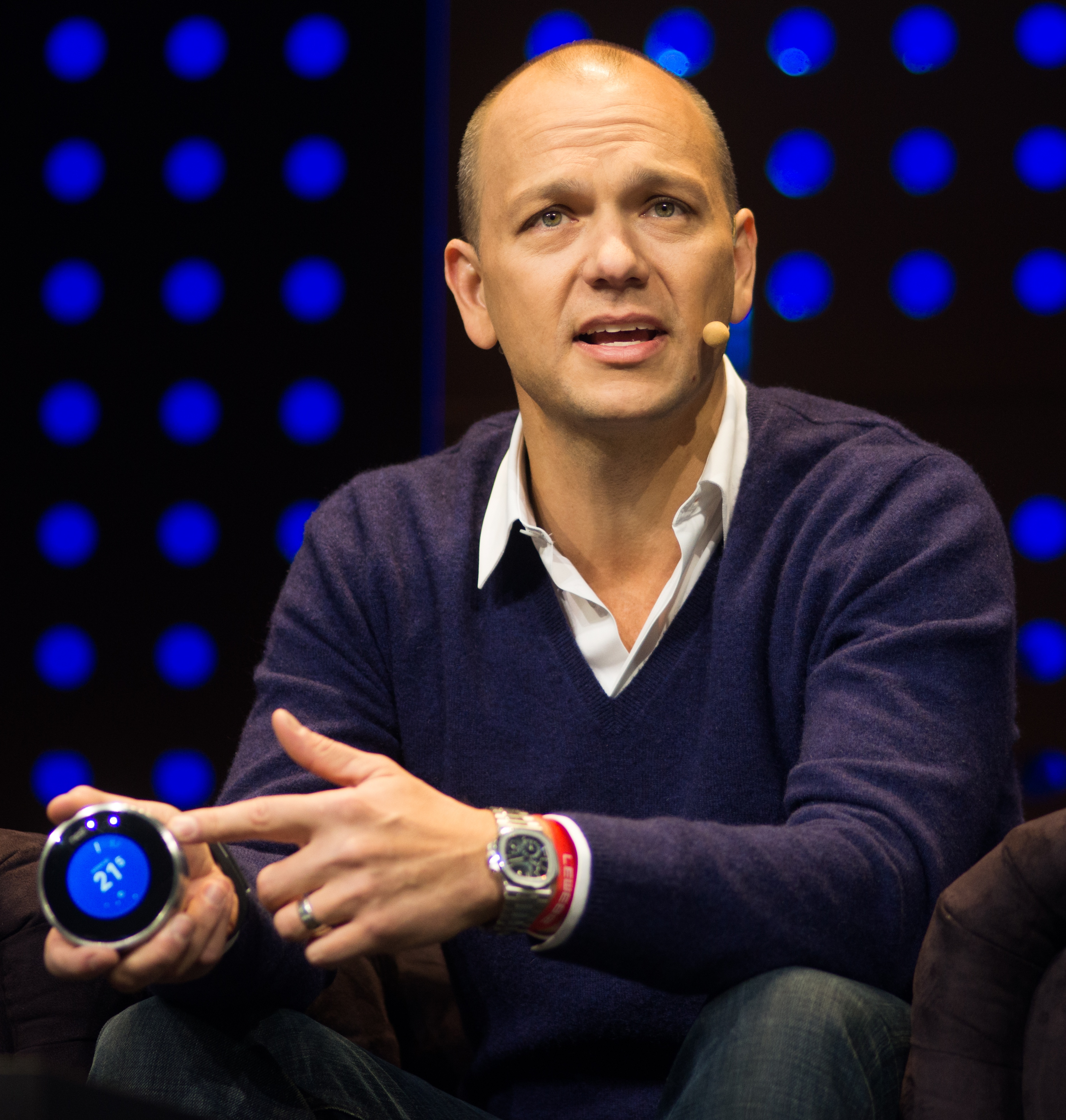
トニー・ファデル

アンソニー ・M・ファデル (Anthony M. Fadell)、通称トニー・ファデル（Tony Fadell, 1969年 -）は、アメリカ合衆国のコンピューター技術者であり、2016年7月現在、Alphabetとラリー・ペイジのアドバイザー。2006年から2008年までAppleのiPod部門担当上級副社長であった。iPodの発案者であり、同製品やiPhone開発の中心人物の一人。
電動ゴーカートを手がけるActev Motorsの共同創業者である。

## 略歴
1991年、ミシガン大学を卒業（コンピュータサイエンス専攻）。General Magic（Apple、ソニーなどの出資を得てPDAプラットフォームMagic Capを開発していた会社）、フィリップス米国子会社のCTOを経て、家電企業としてFuseを創業。ハードディスクドライブを記録媒体に利用した独自の携帯音楽プレーヤーの開発に着手する。
Fuseは資金難から独自製品の開発を諦め、Appleと契約を結ぶ。ファデルは2001年iPod開発の責任者としてAppleに入社。2006年にはジョン・ルビンスタインの後任として、iPod部門担当上級副社長に就任し、3世代に渡りiPhone開発も担当した。2008年11月、同職を退任（後任はマーク・ペーパーマスター）。CEOのスティーブ・ジョブズのアドバイザーとして同社にはとどまっていたが、2010年3月にAppleを退社した。
2010年にテクノロジー会社のNestを起業し、家庭でのエネルギー利用の効率化が出来る学習機能を持ったサーモスタットシステムを発表している。
2014年1月にGoogleに買収されたNestのCEOを務める傍ら、2015年1月よりGoogle Glassプロジェクト責任者も務めていたが、2016年6月に双方ともに辞任した。
2022年11月3日、ARMの取締役に就任した。

## 著書
- トニー・ファデル 著、土方 奈美 (翻訳) 編『BUILD: 真に価値あるものをつくる型破りなガイドブック』早川書房、2023年5月23日。ISBN 978-4152102416。